# Lithobius persicus
Lithobius persicus är en mångfotingart som beskrevs av Pocock 1899. Lithobius persicus ingår i släktet Lithobius och familjen stenkrypare.
Artens utbredningsområde är:
- Iran.
- Turkiet.

Inga underarter finns listade i Catalogue of Life.